# Běloky
Běloky település Csehországban, a Kladnói járásban. Běloky Hostouň, Makotřasy, Lidice, Dobrovíz és Středokluky településekkel határos. Lakosainak száma 184 fő (2024. január 1.).

## Népesség
A település lakosságának változását az alábbi diagram mutatja:
| Lakosok száma | 187  | 239  | 245  | 180  | 147  | 188  | 165  | 184  | 202  | 184  |
|               | 1869 | 1900 | 1921 | 1961 | 1980 | 2011 | 2016 | 2019 | 2021 | 2024 |